# Sore Thumb
Der Sore Thumb (englisch für Wunder Daumen) ist eine rund 1400 m hohe und markante Felsnadel im ostantarktischen Viktorialand. In der Convoy Range ragt sie 50 m oberhalb der Gipfelkrone des Elkhorn Ridge östlich des Topside-Gletschers auf.
Der neuseeländische Geologe Christopher J. Burgess, der zwischen 1976 und 1977 in diesem Gebiet tätig war, benannte sie als Sore Thumb Stack (englisch für Wunder-Daumen-Haufen). Das New Zealand Antarctic Place-Names Committee kürzte diese Benennung später.